# Lusitromina abyssicola
Lusitromina abyssicola is een slakkensoort uit de familie van de Buccinidae. De wetenschappelijke naam van de soort is voor het eerst geldig gepubliceerd in 1961 door A.H. Clarke.